# Immigració algeriana a Espanya

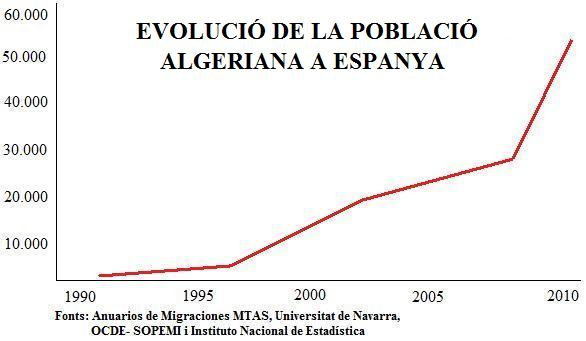
Evolució de la població algeriana a Espanya.

La immigració algeriana a Espanya, que representa al voltant d'un 5% dels immigrants extracomunitaris en aquest país, va començar a finals del segle xx. Es concentra principalment a Andalusia, Catalunya, el País Valencià i la Comunitat de Madrid. Segons l'Institut Nacional d'Estadística, a principis del 2010 hi havia 58.129 algerians a Espanya

## Història
Fins a l'any 1989, la poca immigració algeriana a Espanya era fonamentalment estacional i depenent de les temporades agrícoles, ja que les seues destinacions habituals eren sobretot França i el Regne Unit. Tanmateix, la situació a Algèria durant la dècada dels noranta fa que els immigrants algerians s'instal·len en Espanya de manera progressiva, més per raons polítiques i ideològiques que per raons econòmiques. Aquesta va ser una immigració de formació i nivell socioeconòmic i mitjans, fins i tot alts en alguns casos.
Les causes de la immigració del segle xxi són fonamentalment econòmiques i sovint els nouvinguts ja compten amb familiars assentats a Espanya, encara que tenen més problemes per a obtenir el permís de residència. És en aquest període quan el perfil dels algerians es diversifica relativament amb l'arribada de persones de diferents classes socials i formació, la gran majoria en edat de treballar. Entre els anys 2006 i 2007 va haver un descens del flux migratori gràcies a les perspectives de millora econòmica a Algèria, però un any després aquest va reprendre el seu ritme habitual.

## Característiques
Dels 58.129 algerians a Espanya, gairebé el 70% són homes segons l'INE i entre un 75% i un 83% es troben en edat de treballar (18-64 anys). L'edat mitjana dels immigrants algerians és de 31 anys
Segons dades de l'any 2007, quan havia 18.925 treballadors algerians donats d'alta en la Seguretat Social; el 5,1% d'aquests eren autònoms i el 23,2% treballaven al sector agrari. El percentatge d'empleats de la llar entre els algerians baixa de manera progressiva, d'un 4,3% en gener del 2006, a un 2,3% un any després i a un 1,8% a finals del 2007.
Tanmateix, només l'11,1% de les dones algerianes a Espanya estaven afiliades a la Seguretat Social l'any 2007.